# Clontarf
Clontarf (en irlandés: Cluain Tarbh) es un área residencial de clase media al norte de la ciudad de Dublín, Irlanda. Famosa por la batalla de Clontarf de 1014 donde Brian Boru, Gran Rey de Irlanda derrotó a los invasores vikingos y sus aliados irlandeses de Leinster. Esta batalla representó el final de las guerras entre irlandeses y vikingos.

## Historia
Se ha documentado un asentamiento en Clontarf desde al menos el siglo XII. Una mansión y una pequeña villa asociada estuvo localizada en una elevación mirando al mar donde el Clontarf Castle Hotel está ubicado ahora. La mansión fue reconstruida muchas veces, con el hotel actual datando del siglo XIX. La torre existente en el lugar en la actualidad es una réplica del siglo XIX de la estructura original levantada por los Templarios. La iglesia en ruinas adyacente data de principios del siglo XVII e incluye lo que podría ser la primera utilización de ladrillo rojo en Irlanda.
En el siglo XVIII otro asentamiento en Clontarf se desarrolló a un kilómetro al este de la villa existente. Éste fue conocido localmente como 'los Almacenes' y fue esencialmente un asentamiento pobre de pescadores y pequeños granjeros. Está marcado prominentemente en los mapas de navegación de la bahía de Dublín datando del siglo XVIII, pero nunca fue considerado suficientemente importante para un nombre formal. De cualquier manera, al igual que con muchos asentamientos 'informales' en Irlanda, se convirtió en el sitio para una iglesia católica del siglo XIX (la iglesia de St. John de la Iglesia de Irlanda y la iglesia católica de St. Anthony están cerca del asentamiento original), y por tanto sobrepasó al asentamiento existente. Hacia finales del siglo XIX Clontarf se estaba volviendo urbano, inicialmente como un destino turístico para los dublineses ricos, pero rápidamente como un suburbio de la ciudad. Hacia mitad del siglo XX fue totalmente absorbido por la ciudad y ahora es considerada parte de los suburbios internos.

## Deporte
La piscina marina al aire libre de Clontarf (de propiedad privada), antiguamente un lugar de recreo muy popular por sus baños de agua fría y caliente, se encuentra en la actualidad prácticamente abandonada.
En Clontarf existen muchas instalaciones para las prácticas deportivas incluyendo clubs de rugby, cricket, fútbol y de la Asociación Atlética Gaélica. Clontarf fue la sede elegida para la final del Trofeo 2005 de la ICC de cricket. Clontarf está a 5 kilómetros del centro de la ciudad de Dublín. Gente famosa del área incluye a Brian O'Driscoll, el capitán del equipo de rugby de Irlanda.
El Parque St. Anne's está entre Clontarf y Raheny. La isla Bull con su campo de golf está conectada a Clontarf por un puente de madera.

## Galería

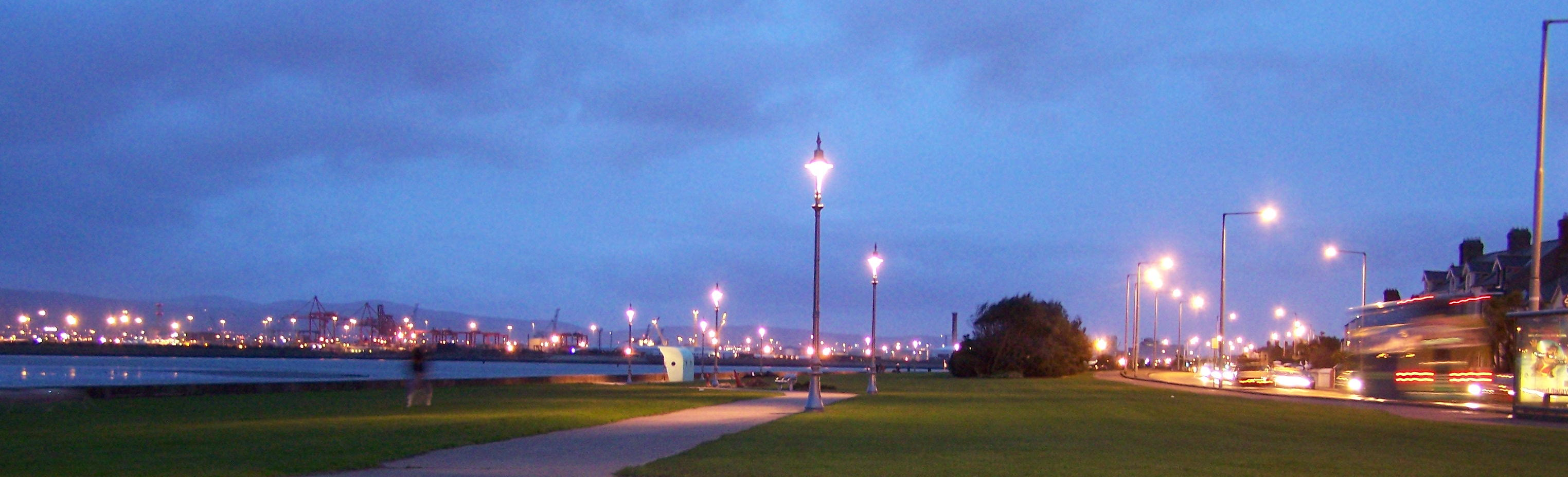
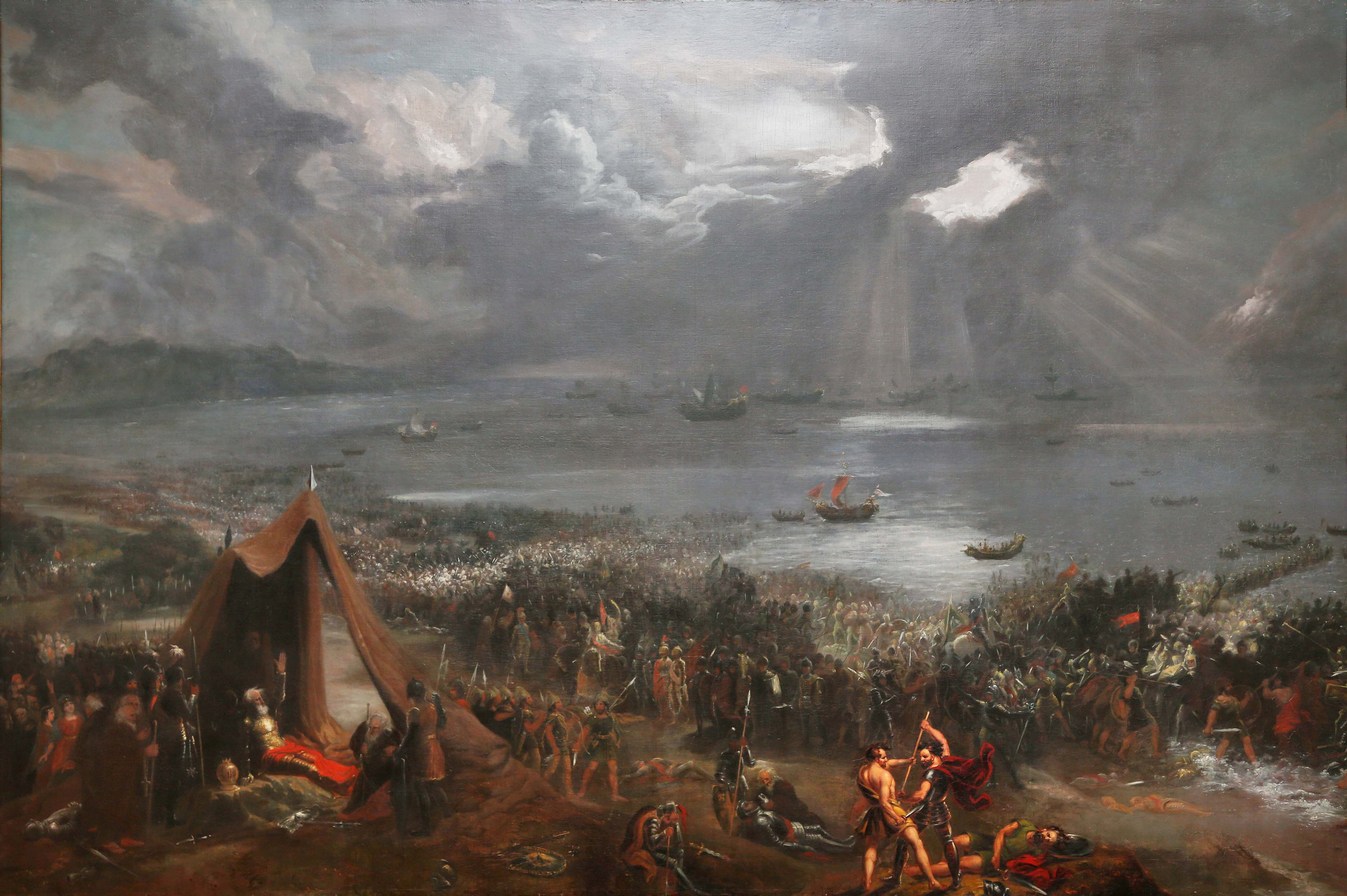
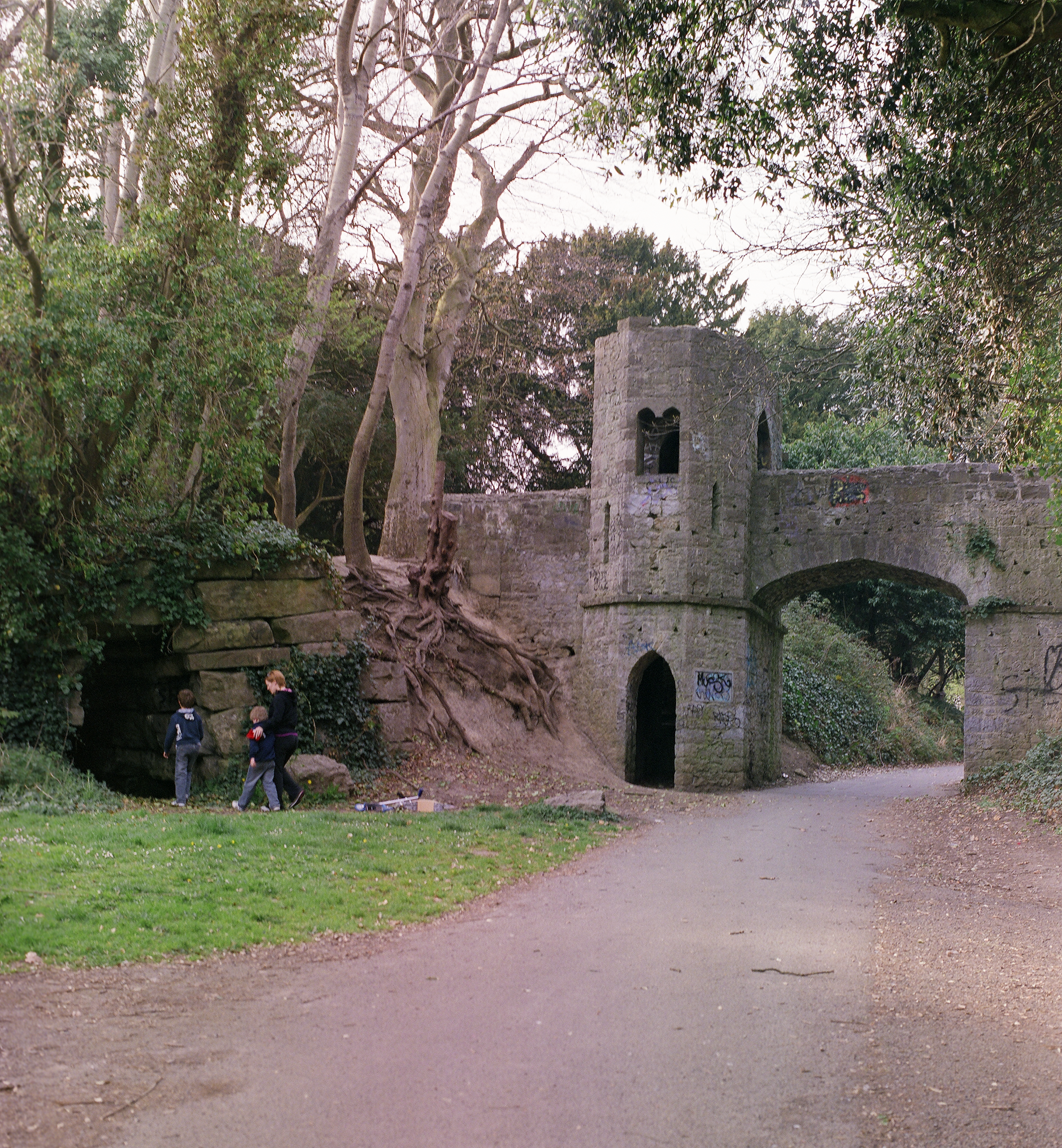
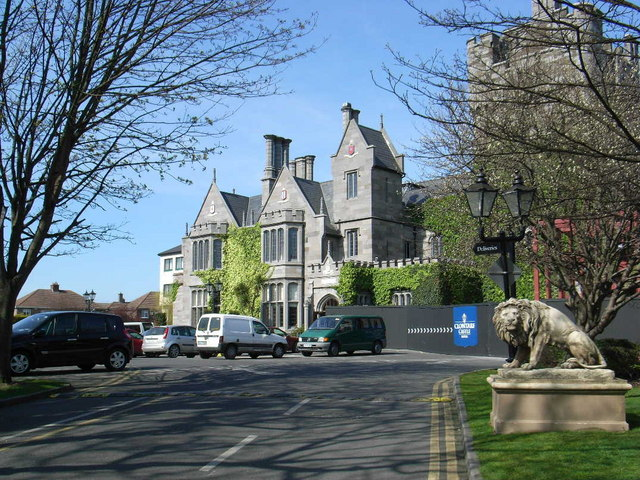